# Santana (Nordeste)
Santana es una freguesia portuguesa perteneciente al municipio de Nordeste, situado en la Isla de São Miguel, Región Autónoma de Azores. Posee un área de 7,32 km² y una población total de 449 habitantes (2001). La densidad poblacional asciende a 61,3 hab/km².
- Datos: Q1998287
- Multimedia: Santana (Nordeste) / Q1998287

1. ↑  Worldpostalcodes.org,código postal n.º 9630-307.